# Ana Carvalho (política)
Ana Patricia Simões Gonçalves de Carvalho (1996) es una política portuguesa, copresidenta del partido Volt Portugal e ingeniera de energías renovables.

## Trayectoria
Carvalho estudió ingeniería eléctrica e informática en el Instituto Superior Técnico y el Instituto Tecnológico de Karlsruhe y desde entonces ha trabajado como ingeniera en el campo de las energías renovables.  Durante sus estudios en Alemania, se unió al partido y movimiento Volt Europa en 2019.  De septiembre de 2020 a junio de 2022, fue Secretaria General de Volt Portugal. En las elecciones parlamentarias de 2022, fue la segunda candidata en la lista por Lisboa.  En el segundo congreso del partido Volt Portugal, el 27 de junio de 2022, Carvalho fue elegida copresidenta del partido junto con Duarte Costa.  Desde entonces, ambos han liderado el partido como líderes duales. Como el modelo de liderazgo conjunto se adoptó oficialmente en los estatutos del partido en el tercer congreso del partido en enero de 2023, Volt es ahora el primer partido en Portugal con un liderazgo compartido.

## Posiciones políticas

### Política social
En un artículo de 2023, Carvalho criticó el hecho de que muchos jóvenes no pueden permitirse una vivienda en las ciudades y, por lo tanto, se ven obligados a vivir con sus padres durante largos periodos de tiempo, y criticó la falta de soluciones presentadas por el Gobierno.
Sostiene que el programa "Más Vivienda" propuesto por el Gobierno no va lo suficientemente lejos y que hay que fijarse en los ejemplos positivos de otros países europeos que también han tenido que lidiar con el mismo problema. A modo de ejemplo, propone promover más viviendas sociales y el fomento de la "vivienda multigeneracional", ya probada en países como Alemania, que consiste en que mayores y jóvenes compartan casa, lo que ayuda a combatir tanto la falta de vivienda juvenil como el abandono de los mayores.
Se describe como bisexual, y hace campaña contra la discriminación hacia la comunidad LGBTQIA+ y a favor de una reforma estructural en la Unión Europea para poder tomar medidas contra los Estados miembros en caso de violaciones de los derechos humanos.

### Política de salud
Basándose en su propia experiencia durante los estudios, se compromete a acabar con el tabú que rodea a la salud mental y el agotamiento que afecta a muchos universitarios y que puede llevar incluso al suicidio. Aboga por generalizar el acceso de los universitarios a los cuidados de salud mental, así como por adaptar los programas de enseñanza a lo humanamente posible, aumentando al mismo tiempo la eficacia del aprendizaje. Es partidaria de crear líneas telefónicas de ayuda psicológica para apoyar a los estudiantes con mayor riesgo de desarrollar enfermedades mentales y defiende que debería fomentarse la formación de grupos de apoyo psicológico para estudiantes, profesores o personal universitario que hayan sufrido burnout, con el fin de proporcionarse apoyo mutuo.